# Șandra (okręg Satu Mare)
Șandra (węg. Krasznasándorfalu) – miejscowość gminna w okręgu Satu Mare, regionie Marmarosz, w Rumunii.